# Joseph Cotten

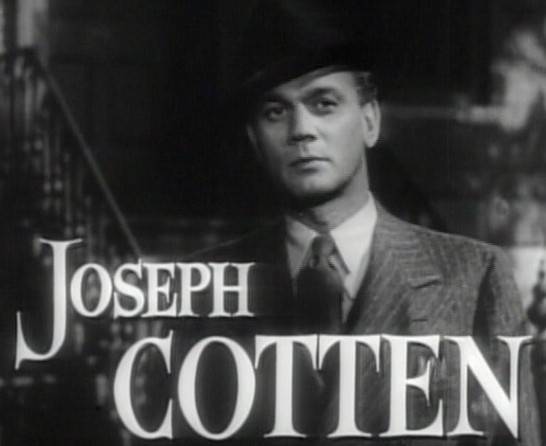

Joseph Cotten (n. 15 mai 1905, Petersburg⁠(d), Virginia, SUA – d. 6 februarie 1994, Los Angeles, California, SUA) a fost un actor american de film.

## Filmografie
- 1938 Too Much Johnson (1938) (Film de scurt metraj)
- 1941 Cetățeanul Kane, regia Orson Welles
- 1941 Lydia (1941)
- 1942 The Magnificent Ambersons
- 1943 Îndoiala (1943)
- 1943 Journey into Fear
- 1943 Hers to Hold
- 1944 Lumina de gaz (Gaslight), regia George Cukor
- 1944 De când ai plecat (Since You Went Away), regia John Cromwell
- 1945 I'll Be Seeing You, regia William Dieterle
- 1945 Scrisori de dragoste (Love Letters), regia William Dieterle
- 1946 Duel în soare (Duel in the Sun), regia King Vidor
- 1947 The Farmer's Daughter
- 1948 Portretul lui Jennie (Portrait of Jennie), regia William Dieterle
- 1949 Al treilea om (The Third Man), regia Carol Reed
- 1949 Tropicul Capricornului (Under Capricorn), regia Alfred Hitchcock
- 1949 Beyond the Forest
- 1950 Two Flags West
- 1950 Walk Softly, Stranger
- 1950 Dragoste de septembrie (September Affair), regia William Dieterle
- 1951 Half Angel
- 1951 Peking Express
- 1951 The Man with a Cloak
- 1952 The Tragedy of Othello: The Moor of Venice
- 1952 The Wild Heart (narator)
- 1952 Untamed Frontier
- 1952 The Steel Trap
- 1953 Egypt by Three (narator)
- 1953 Niagara, regia Henry Hathaway
- 1953 A Blueprint for Murder
- 1955 Curier special (Special Delivery), regia John Brahm
- 1956 The Bottom of the Bottle
- 1956 The Killer Is Loose
- 1957 The Halliday Brand
- 1958 Stigmatul răului (Touch of Evil), regia Orson Welles
- 1958 De la Pământ la Lună (From the Earth to the Moon), regia Byron Haskin
- 1960 The Angel Wore Red
- 1961 Ultimul apus de soare (The Last Sunset), regia Robert Aldrich
- 1964 Pst! Pst!... dragă Charlotte (Hush… Hush, Sweet Charlotte), regia Robert Aldrich
- 1965 The Great Sioux Massacre
- 1965 The Money Trap (1965)
- 1966 The Tramplers (1966)
- 1966 The Oscar (1966)
- 1967 The Cruel Ones (1967)
- 1967 Brighty of the Grand Canyon (1967)
- 1967 Jack of Diamonds (1967)
- 1968 Days of Fire (1968)
- 1968 Gangster '70 (1968)
- 1968 Petulia, redia Richard Lester
- 1968 White Comanche (1968)
- 1969 Keene (1969)
- 1969 Latitude Zero
- 1969 The Lonely Profession
- 1969 Pajiștile verzi (The Grasshopper), regia Jerry Paris
- 1970 Tora! Tora! Tora!, regia Richard Fleischer, Toshio Masuda, Kinji Fukasaku
- 1971 The Abominable Dr. Phibes
- 1971 Lady Frankenstein, regia Mel Welles
- 1972 Baron Blood (1972)
- 1972 Doomsday Voyage (1972)
- 1972 Jocul de cărți (Lo scopone scientifico), regia Luigi Comencini
- 1973 A Delicate Balance (A Delicate Balance), regia Tony Richardson
- 1973 F for Fake
- 1973 Hrana verde (Soylent Green), regia Richard Fleischer
- 1975 Syndicate Sadists
- 1975 Timber Tramps
- 1976 A Whisper in the Dark
- 1977 Twilight's Last Gleaming
- 1977 Aeroport '77 (Airport '77), regia Jerry Jameson
- 1978 Last In, First Out (1978)
- 1978 Caravane (Caravans), regia James Fargo
- 1978 Concorde Affair
- 1979 Island of the Fishmen
- 1979 Concorde Affair '79
- 1979 Guyana: Crime of the Century
- 1979 Churchill and the Generals
- 1980 The Hearse
- 1980 Delusion
- 1980 Tărâmul făgăduinței (Heaven's Gate), regia Michael Cimino
- 1981 Supraviețuitorul (The Survivor), regia David Hemmings

## Legături externe
- Joseph Cotten la Internet Movie Database